# Camponotus nearcticus
Camponotus nearcticus (лат.) — вид средних по размеру муравьёв из рода Camponotus (Formicidae).

## Распространение
Северная Америка (Канада, США.

## Описание
Длина около 1 см, но размеры сильно варьируют: рабочие от 3,5 мм до 7,5 мм, самки от 4 до 10 мм. Окраска рабочих муравьёв буровато-чёрная.
Усики 12-члениковые у самок и рабочих и 13-члениковые у самцов. Стебелёк между грудью и брюшком у всех каст состоит из одного членика петиоля.
Обитают в прериях и лесах. Семьи малочисленные (до нескольких сотен муравьёв), муравейники в гнилой древесине.
Ассоциированы с мирмекофильными гусеницами бабочки голубянки весенней.

## Систематика
Впервые был описан в 1893 году итальянским энтомологом Карл Эмери под первоначальным названием Camponotus marginatus var. nearcticus Emery, 1893. 
С 1925 года включён в составе подрода Myrmentoma ( Emery, 1925b: 117.). 
Ранее также рассматривался в качестве подвида видов Camponotus fallax или Camponotus caryae. С 1950 года в самостоятельном видовом статусе.

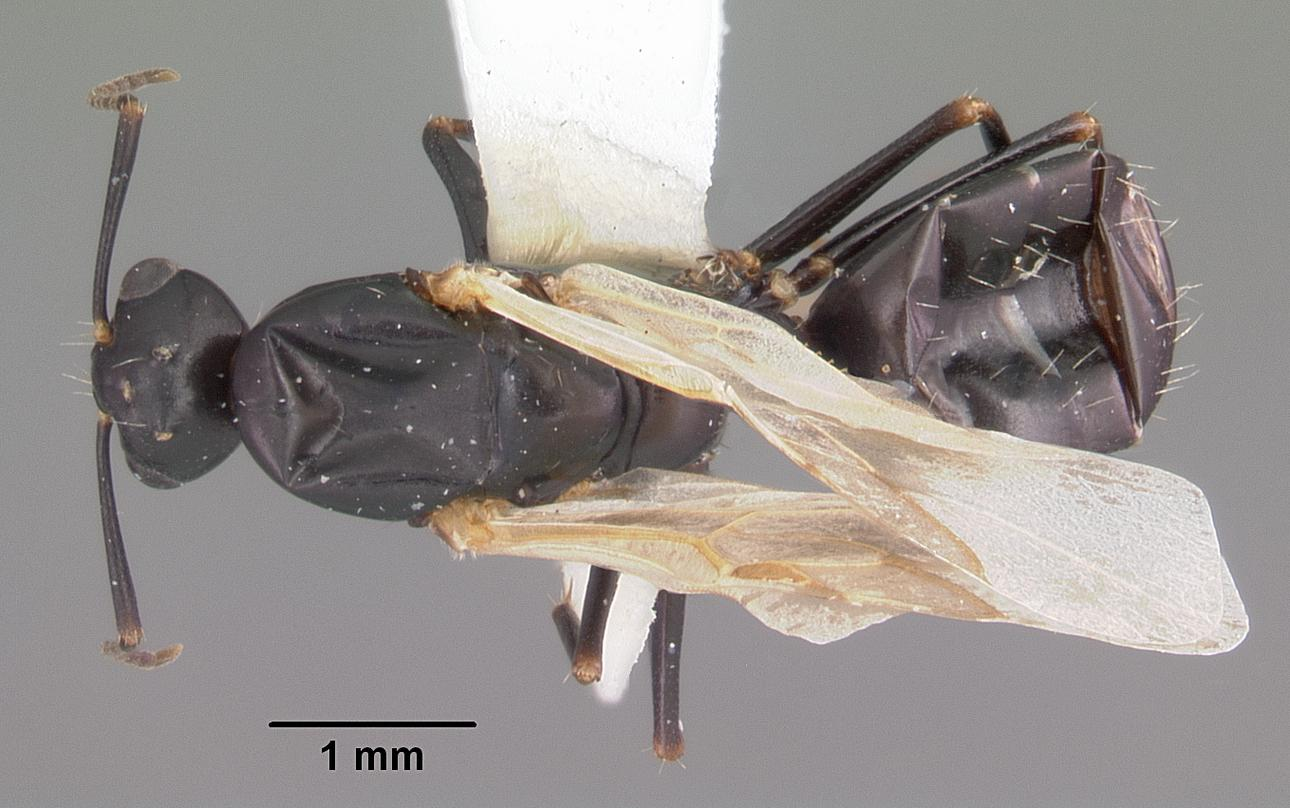
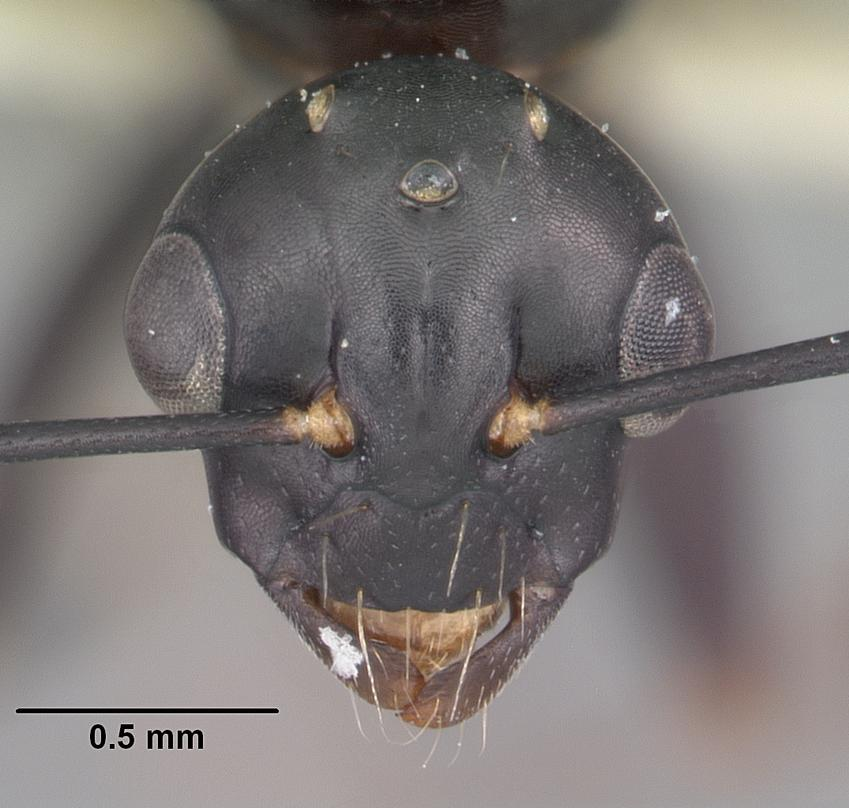
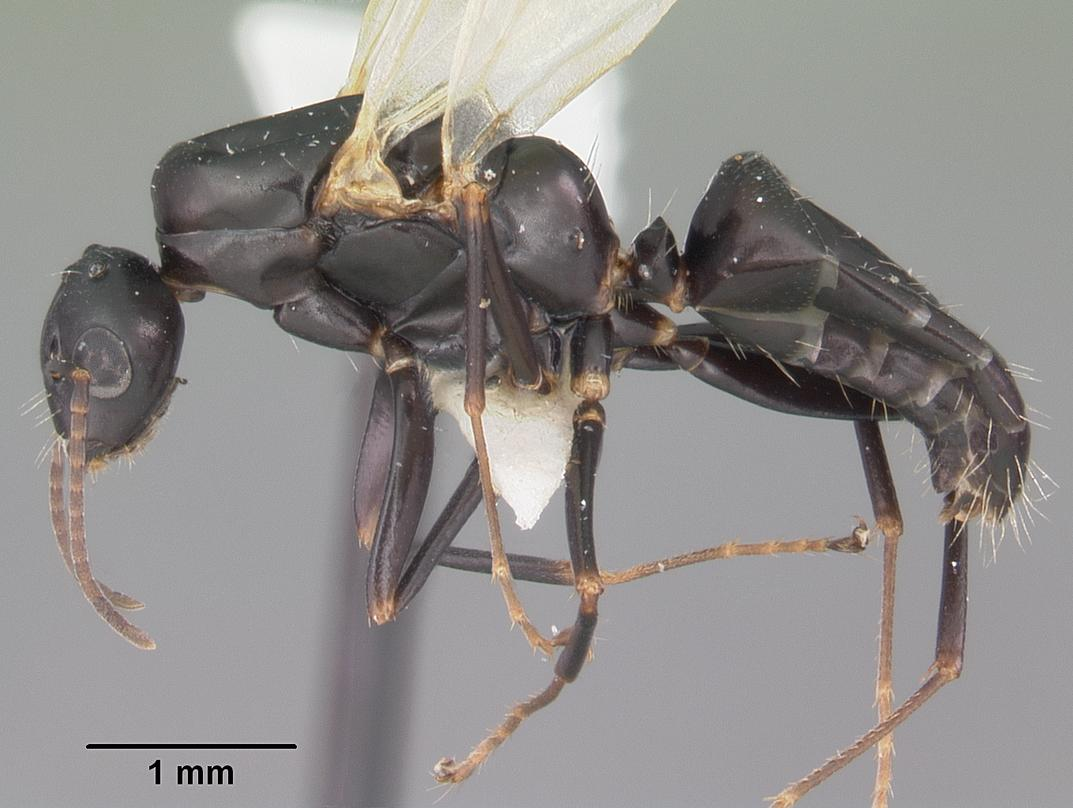
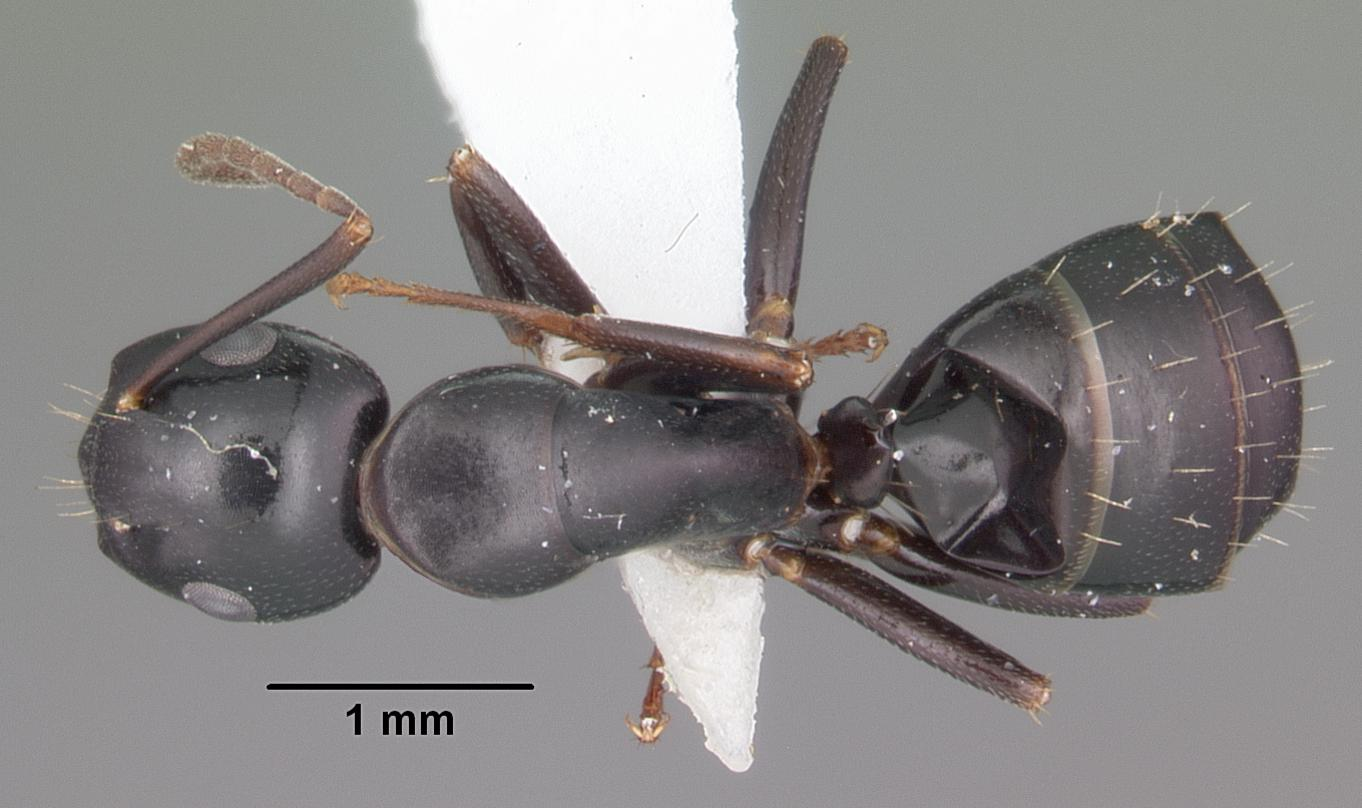
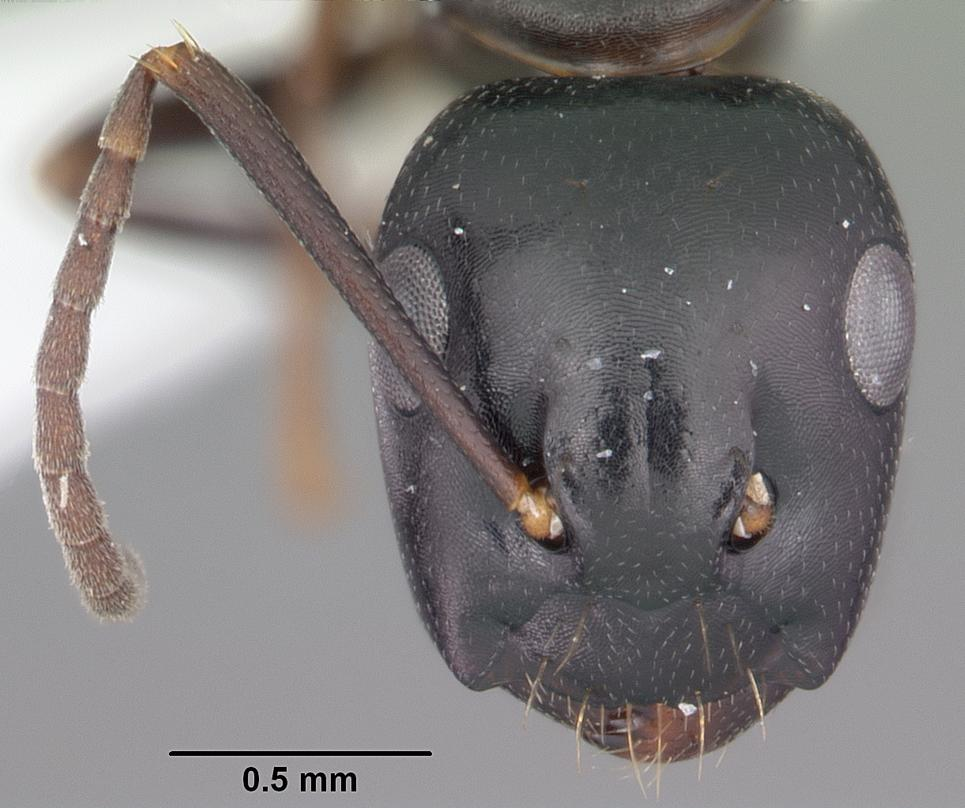